# Gmina Jackson (hrabstwo Clarke)

Położenie Gminy Jackson w hrabstwie Clarke

Gmina Jackson (ang. Jackson Township) – gmina w USA, w stanie Iowa, w hrabstwie Clarke. Według danych z 2000 roku gmina miała 577 mieszkańców, a jej powierzchnia wynosi 95,4 km².